# Jennet Conant
Jennet Conant (15 de julho de 1959) é uma autora e jornalista americana de obras de não ficção. Ela escreveu cinco livros sobre a Segunda Guerra Mundial, três dos quais figuraram na lista de best-sellers do New York Times.